# Costești (Ialoveni)
Costești es una comuna y pueblo de la República de Moldavia ubicada en el distrito de Ialoveni.
En 2004 tiene 11 128 habitantes, casi todos étnicamente moldavos-rumanos. Es la segunda localidad más poblada del distrito, solo superada en población por la ciudad de Ialoveni.
Se sitúa unos 10 km al sur de Ialoveni, junto al lago Costești.